# Kawnice
Kawnice – wieś w Polsce położona w województwie wielkopolskim, w powiecie konińskim, w gminie Golina.
W latach 1954–1972 wieś należała i była siedzibą władz gromady Kawnice. W latach 1975–1998 miejscowość administracyjnie należała do województwa konińskiego.

## Położenie
Kawnice leżą we wschodniej części województwa wielkopolskiego w powiecie konińskim w gminie Golina. Wieś leży na skraju Pojezierza Kujawskiego i Doliny Konińskiej.
Przez wieś przebiega trasa  Droga krajowa nr 92 (Pniewy – Konin)

## Komunikacja
W Kawnicach znajduje się przystanek kolejowy. Można również dojechać autobusem PKS-u lub MZK.

## Historia
Pierwsze wzmianki o Kawnicach można odnaleźć w dokumentach z XII wieku. Źródła historyczne określają miejscowość jako „Kawnicze” lub „Kawnica”, ale już w 1639 r. obok wymienionych uprzednio używano określenia „Kawnice”, jak dzisiaj. Obecna nazwa przyjęła się na przełomie XVIII i XIX wieku. Prawdopodobnie pochodzi ona od dużej ilości przebywających tutaj kawek. Właścicielami dóbr kawnickich w XVI i XVII wieku była rodzina Gorzewskich, później rodziny Proczewskich, Parapa i Trachuma, a od XVIII wieku rodzina Trąbczyńskich. W latach 1807–1815 Kawnice należały do Księstwa Warszawskiego, a później Królestwa Polskiego.
14 lipca 1852 w Kawnicach zmarł kpt. Eustachy Chełmicki odznaczony Legią Honorową z udział w bitwie pod Fuengirolą.
20 marca 1863 roku w lesie pod Kawnicami miała miejsce zasadzka powstańców styczniowych, z oddziału Kazimierza Mielęckiego, na rosyjski transport broni. 
W Kawnicach znajduje się znane w całej Polsce sanktuarium maryjne. Kościół istniał tu od XII wieku, ale o Kawnicach jako sanktuarium można mówić od XVII wieku, kiedy w kościele znalazł się obraz „Matki Bożej Pocieszenia”.

## Religia

### Życie religijne
Kawnice są wsią wielowyznaniową. Jednak w znacznym stopniu przeważa liczba katolików.
W XVII wieku istniał tu kościół protestancki, który w późniejszych latach stał się kościołem katolickim.

## Rolnictwo
Kawnice leżą na obszarze nizinnym, toteż istnieją tutaj dobre warunki do rozwoju rolnictwa. Większość gleb z terenu wsi należy do klas słabych i średnich. Ponad połowa (52%) gleb należy do klasy IV, natomiast brakuje gleb dobrych, tzn. I i II klasy. We wsi nie ma gleb nieprzydatnych rolniczo, czyli klasy VI.

## Zabytki
- wiatrak z II poł. XIX wieku
- kościół pw. MB Pocieszenia

## Edukacja
- Szkoła Podstawowa w Kawnicach
- Przedszkole w Kawnicach